# Rioseco (Santiurde de Reinosa)
Rioseco es una localidad del municipio de Santiurde de Reinosa (Cantabria, España). En el año 2024 contaba con una población de 33 habitantes (INE). La localidad se encuentra a 658 metros de altitud sobre el nivel del mar y a 3 kilómetros de distancia de la capital municipal, Santiurde de Reinosa.

## Medio natural
El paisaje de las montañas que rodean al pueblo es el resultado de un proceso combinado de aprovechamiento vecinal y sucesión vegetal, en el que el impacto antrópico ha sido mínimo.
La especie predominante es el haya (Fagus sylvatica), respondiendo al carácter atlántico del lugar, en el límite meridional de la provincia cantabro-atlántica.
En las zonas orientadas hacia el valle del Besaya, en los bordes del bosque de Montabliz, se encuentran formaciones mixtas de cagiga (Quercus robur) y roble albar (Quercus petraea), aunque sus superficies son pequeñas en relación con la de la especie predominante.

## Patrimonio histórico
Monumento señero de la Hermandad de Cinco Villas es la iglesia románica de San Andrés, construida a finales del siglo XII. Una reciente restauración ha dejado al descubierto toda su fábrica original, que es de excelente sillería. Consta de una nave, transpeto levemente destacado y ábside semicircular. Este se divide exteriormente en tres calles por medio de altos contrafuertes que en su último tramo dan paso a columnas entregas con capiteles que al poco se confunden con los canecillos (que en esta parte de la iglesia reciben algún tipo de decoración iconográfica, al contrario de los que recorren la nave y el tejaroz de la portada que son lisos de caveto). A la calle central se abre una ventana de medio punto con baquetón y jambas con capiteles decorados: el izquierdo con motivos vegetales; el derecho con mujer a la que dos serpientes muerden los senos, en clara alusión al pecado de la lujuria. Muy armónica es la portada abocinada de la fachada sur con cuatro arquivoltas decoradas con distintos motivos de rosetas, bolas, ajedrezado y juegos de molduras. La iglesia remata en espadaña sobre el hastial de austeridad herreriana, posiblemente del siglo XVII. En el interior destaca la cabecera, tras arco triunfal apuntado con capiteles de Sansón desquijarando al león y Daniel en el foso de los leones. El medio cilindro y la bóveda de horno del ábside, permanecen ocultos tras un valioso retablo salomónico del siglo XVIII.
Fuera del casco urbano de Rioseco, pero aún en su demarcación existen dos sencillas ermitas de época barroca, La primera es San Esteban, del siglo XVII-XVIII situada a la vera del camino que lleva a Santiurde. La segunda, San Roque, en un alto a medio camino entre Rioseco y Pesquera.
En la arquitectura civil, destacamos dos casas cercanas a la iglesia, la una bastante deteriorada, con arco en el piso bajo, posiblemente del siglo XVII y la otra justo enfrente, en la que sobresale una ventana con cenefa de bolas y dos escudetes, del siglo XVI.

## Fiestas
Las fiestas que se celebran en Rioseco son san Emeterio y san Celedonio, el 30 y el 31 de agosto. También se celebra san Andrés el 30 de noviembre.

## Historia
En su alrededor mantienen varios testimonios que afirman la existencia de grupos humanos durante las últimas etapas de la prehistoria. Esta zona fue objeto de intensa ocupación en época romana. En Rioseco se han encontrado objetos (cantos y losas) correspondientes a un parte de la antigua calzada romana localizada en el municipio de Somaconcha, a cuatro kilómetros de Rioseco.
A finales de la Edad Media se formaron las hermandades de Campoo: Campoo de Enmedio, Campoo de Suso, Campoo de Yuso, Valdeolea, Valdeprado -creada en el año 1503- , Los Carabeos y Cinco Villas. Cinco Villas está formada por los municipios de Lantueno, Somballe y Santiurde y las villas de Rioseco y San Miguel de Aguayo.
En los primeros años del siglo XIX, estas tierras sufrieron diversos cambios. El 24 de agosto de 1803 se eliminó la provincia de Toro y el 1 de enero de 1806 el partido de Reinosa se incorporó a la provincia de Palencia. Entre 1810 y finales de 1813 formó parte de la prefectura de Santander. Entre octubre de 1823 y 1833 volvió a formar parte de la provincia de Palencia. Finalmente, en noviembre de 1833 se incorporó a Santander. En el manuscrito de 1833 se afirma que la Hermandad de Cinco Villas, no se encuentran anexadas las ventas de El Ventorrillo y Santiurde y las villas de Pesquera y Santa María del Valle se incorporan a las Villas extensas.
En 1835, se formó el ayuntamiento de Santiurde. En 1842, Rioseco constituyó su propio ayuntamiento hasta regresar a Santiurde en los últimos años del siglo XIX.

## Demografía
| Gráfica de evolución demográfica de Rioseco entre 1842 y 1860 |
| |
| Entre el censo de 1877 y el anterior, este municipio desaparece porque se integra en el municipio 39077 (Santiurde de Reinosa) Población de derecho según los censos de población del INE. Población de hecho según los censos de población del INE. |